# Джонстон, Джо
Джо Джонстон (англ. Joe Johnston; род. 13 мая 1950, Остин, штат Техас) — американский кинорежиссёр, продюсер, писатель и художник по визуальным эффектам.

## Биография
Джо Джонстон родился в Остине, штат Техас. Получил образование в области промышленного дизайна в Университете штата Калифорния в Лонг-Бич и Колледж дизайна Центра искусств в Пасадене.
Джо Джонстон известен своей работой в качестве художника-концептуалиста из трилогии «Звёздных войн». Лауреат премии «Оскар» за лучшие визуальные эффекты (1982) за фильм «Индиана Джонс: В поисках утраченного ковчега». Позднее выступал как продюсер («Уиллоу», 1988) и с 1989 года как режиссёр.

## Фильмография
| Год       |     | Русское название                                        | Оригинальное название                | Роль                                                                                        |
| --------- | --- | ------------------------------------------------------- | ------------------------------------ | ------------------------------------------------------------------------------------------- |
| 1977      | ф   | Звёздные войны. Эпизод IV: Новая надежда                | Star Wars                            | дизайнер эффектов, камео (штурмовик)                                                        |
| 1978      | с   | Звёздный крейсер «Галактика»                            | Battlestar Galactica                 | дизайнер эффектов в пилоте                                                                  |
| 1980      | ф   | Звёздные войны. Эпизод V: Империя наносит ответный удар | The Empire Strikes Back              | арт-директор, камео (капитан Уолдез)                                                        |
| 1981      | ф   | Индиана Джонс: В поисках утраченного ковчега            | Raiders of the Lost Ark              | арт-директор                                                                                |
| 1983      | ф   | Звёздные войны. Эпизод VI: Возвращение джедая           | Return of the Jedi                   | арт-директор                                                                                |
| 1984      | ф   | Индиана Джонс и храм судьбы                             | Indiana Jones and the Temple of Doom | арт-директор                                                                                |
| 1984      | тф  | Караван смельчаков. Приключения эвоков                  | The Ewok Adventure                   | художник-постановщик                                                                        |
| 1985      | тф  | Эвоки. Битва за Эндор                                   | Ewoks: The Battle for Endor          | художник-постановщик                                                                        |
| 1985—1986 | мс  | Звёздные войны: Дроиды                                  | Star Wars: Droids                    | сценарист эпизода "Коби и звёздные охотники" консультант по дизайну в эпизоде "Великий Хип" |
| 1986      | ф   | Говард-утка                                             | Howard the Duck                      | дизайнер экшн-последовательностей                                                           |
| 1987      | ф   | Батарейки в комплект не входят                          | *batteries not included              | режиссёр второй группы, менеджер по производству                                            |
| 1988      | ф   | Уиллоу                                                  | Willow                               | ассоциированный продюсер                                                                    |
| 1989      | ф   | Дорогая, я уменьшил детей                               | Honey, I Shrunk the Kids             | режиссёр                                                                                    |
| 1989      | ф   | Всегда                                                  | Always                               | дизайнер воздушных сцен                                                                     |
| 1991      | ф   | Ракетчик                                                | The Rocketeer                        | режиссёр                                                                                    |
| 1993      | с   | Хроники молодого Индианы Джонса                         | The Young Indiana Jones Chronicles   | режиссёр эпизода "Принстон, февраль 1916"                                                   |
| 1994      | мф  | Повелитель страниц                                      | The Pagemaster                       | режиссёр сцен с живыми актёрами                                                             |
| 1995      | ф   | Джуманджи                                               | Jumanji                              | режиссёр                                                                                    |
| 1999      | мф  | Стальной гигант                                         | The Iron Giant                       | дизайнер главного героя                                                                     |
| 1999      | ф   | Октябрьское небо                                        | October Sky                          | режиссёр                                                                                    |
| 2001      | ф   | Парк Юрского периода III                                | Jurassic Park III                    | режиссёр                                                                                    |
| 2004      | ф   | Идальго                                                 | Hidalgo                              | режиссёр                                                                                    |
| 2010      | ф   | Человек-волк                                            | The Wolfman                          | режиссёр                                                                                    |
| 2011      | ф   | Первый мститель                                         | Captain America: The First Avenger   | режиссёр, исполнительный продюсер, автор песен                                              |
| 2014      | ф   | Законная правда                                         | The Lawful Truth                     | камео (капитан Уотерс)                                                                      |
| 2014      | ф   | Не безопасно для работы                                 | Not Safe for Work                    | режиссёр                                                                                    |
| 2015      | тф  |                                                         | Lumen                                | исполнительный продюсер                                                                     |
| 2017      | кор |                                                         | The Creeps                           | исполнительный продюсер                                                                     |
| 2018      | ф   | Щелкунчик и четыре королевства                          | The Nutcracker and the Four Realms   | режиссёр                                                                                    |
| 2025      | с   | Свет и магия (документальный)                           | Light & Magic                        | режиссёр и исполнительный продюсер 2 сезона                                                 |

## Награды и номинации
| Премия                             | Категория                 | Год  | Фильм                                          | Итог      |
| ---------------------------------- | ------------------------- | ---- | ---------------------------------------------- | --------- |
| «Оскар»                            | Лучшие визуальные эффекты | 1982 | «Индиана Джонс: В поисках утраченного ковчега» | Награда   |
| «Сатурн»                           | Лучший режиссёр           | 1996 | «Джуманджи»                                    | Номинация |
| «Fantasporto»                      | Лучший фильм              | 1990 | «Дорогая, я уменьшил детей»                    | Номинация |
| «Fantasporto»                      | Лучший фильм              | 1995 | «Повелитель страниц»                           | Номинация |
| Ajijic International Film Festival | OCIC Award                | 1999 | «Октябрьское небо»                             | Награда   |